# Маячное (Красноярский район)
Маячное — село в Красноярском районе Астраханской области России. Входит в состав Красноярского сельсовета.

## География
Село находится в юго-восточной части Астраханской области, на левом берегу протоки Маячная дельты реки Волги, к северу от села Красный Яр, административного центра района.
Климат умеренный, резко континентальный. Характеризуется высокими температурами летом и низкими — зимой, малым количеством осадков, а также большими годовыми и летними суточными амплитудами температуры воздуха..

## Население
| 2002 | 2010 | 2015  |
| ---- | ---- | ----- |
| 845  | ↗900 | ↗1164 |

По данным Всероссийской переписи, в 2010 году численность населения посёлка составляла 900 человек (441 мужчина и 459 женщин). Согласно результатам переписи 2002 года, в национальной структуре населения казахи составляли 56 %, русские — 31 %.
| Национальность | Численность (2010) | Процент |
| -------------- | ------------------ | ------- |
| Казахи         | 513                | 56,6%   |
| Русские        | 252                | 27,8%   |
| Татары         | 36                 | 4%      |
| Ногайцы        | 11                 | 1,2%    |
| Лакцы          | 7                  | 0,8%    |
| Башкиры        | 6                  | 0,7%    |
| Курды          | 4                  | 0,4%    |
| Калмыки        | 3                  | 0,3%    |
| Туркмены       | 3                  | 0,3%    |
| Не указана     | 71                 | 7,8%    |
| Всего          | 906                | 100%    |

## Достопримечательности
В окрестностях Маячного расположено несколько археологических памятников:
- Могильник грунтовый «Маячный-1», вторая пол. XIII в., расположен в 0,3 км к востоку от села,
- Могильник грунтовый «Маячный-2», XIII-XIV вв., расположен в 0,3 км к северо-востоку от села,
- Могильник грунтовый «Вакуровский−2», XIV в., расположен в 1 км к северу от села,
- Мавзолей «Маячный», XIII-XIV вв., расположен в 1,2 км к востоку от села.

## Улицы
Уличная сеть посёлка состоит из 38 улиц и 3 переулков.